# Łukasz Daros
Łukasz Daros (ur. 20 października 1985 w Krakowie) – polski łyżwiarz figurowy, reprezentant Uczniowskiego Klubu Łyżwiarstwa Figurowego Unia Oświęcim, zdobywca brązowego medalu Mistrzostw Polski 2004 w kategorii seniorów.

## Życiorys
Urodził się i mieszka w Krakowie. Ukończył Szkołę Podstawową nr 19 im. Księcia Józefa Poniatowskiego (obecnie już nieistniejąca), a następnie I Liceum Ogólnokształcące im. Bartłomieja Nowodworskiego w Krakowie. Po maturze rozpoczął studia na AGH, na wydziale Fizyki i Informatyki Stosowanej, kierunek – informatyka stosowana. Łyżwiarstwo figurowe zaczął trenować w 1993 r.; pierwszym klubem była nieistniejąca już KKŁ Krakowianka Kraków, następnie KS Cracovia. Jeszcze przed rozwiązaniem sekcji łyżwiarskiej Cracovii przeszedł do UKŁF Unia Oświęcim. Jego trenerką jest Iwona Mydlarz-Chruścińska, a przygotowaniem baletowym zajmuje się Igor Kryszałowicz.

## Osiągnięcia i rekordy życiowe
- – MP seniorów Łódź 2004[1]
- Rekordy:
  - Program krótki: 33.57 punktów – Puchar Mazowsza sierpień 2007
  - Program długi: 58.18 punktów – MP Oświęcim grudzień 2007
  - Łączny wynik: 87.36 punktów – MP Oświęcim grudzień 2007

## Starty w 2007 r.
- Zawody Otwarcia Sezonu – Puchar Mazowsza, Warszawa 31.08-1.09.2007 – 4 miejsce
- Diamentowy Spin – Katowice-Janów 1-2.12.2007 – 3 miejsce
- Mistrzostwa Polski – Oświęcim 13-16.12.2007 – 7 miejsce